# الجمعية الاقتصادية الملكية
الجمعية الاقتصادية الملكية (بالإنجليزية: Royal Economic Society)‏ هي رابطة مهنية تهدف إلى تشجيع دراسة العلوم الاقتصادية في الأوساط الأكاديمية والحكومية والمصرفية والصناعية وأوساط العمل العام. أُسست سنة 1890 تحت اسم الجمعية الاقتصادية البريطانية (بالإنجليزية: British Economic Association)‏، ثم تغير اسمها إلى الجمعية الاقتصادية الملكية بعد منحها ميثاقًا ملكيًا في 2 ديسمبر 1902.
تدار الجمعية حاليًا من قِبل لجنة تنفيذية مسؤولة عن تطوير وتنفيذ سياسات الجمعية وأنشطتها. ورئيس الجمعية الحالي في دورة 2017 ـ 2018 هو بيتر نيري، أستاذ الاقتصاد بجامعة أكسفورد.
تُصدر الجمعية دوريتين علميتين تتولى نشر كل منهما دار ويلي-بلاكويل، وتدعم الجمعية عددًا من اللجان، من بينها لجنة المرأة، ومؤتمر رؤساء أقسام الاقتصاد بالجامعات، كما تنظم الجمعية مؤتمرًا سنويًا.

## وصلات خارجية
- الموقع الرسمي للجمعية (بالإنجليزية)